# Johannes Sejersted Bødtker
Johannes Sejersted Bødtker (Kristiansand, 29 maggio 1879 – Oslo, 17 gennaio 1963) è stato un banchiere e collezionista d'arte norvegese.

## Biografia
Era il figlio del Maggiore Generale Carl Fredrik Johannes Bødtker, e di sua moglie, Karen Agathe Falck. Era il fratello di Carl Bødtker, nipote di Ragnvald Bødtker e un cugino di secondo grado di Sigurd Bødtker e di Eyvind Bødtker.
Nel 1914 sposò Louise Beer. Nel 1921 sposò Ingeborg Beer, sorella della prima moglie. Entrambe le mogli erano nipoti di Anders Beer.

## Carriera
Bødtker è stato manager per la Norsk Investment dal 1917 al 1923 e per la Andresens Bank nel 1919, e dal 1920 della Forretningsbanken. Nel 1923 iniziò a lavorare nel settore bancario.
Fu un appassionato collezionista d'arte e raccolse un certo numero di dipinti, di artisti come Reidar Aulie, JC Dahl, Kai Fjell, Per Krohg e Edvard Munch. Della sua vasta collezione di arte moderna, otto dei dipinti sono stati testamentaria donati alla Galleria Nazionale.
Fu membro del consiglio del Teatro Nazionale per molti anni. Durante l'occupazione della Norvegia da parte della Germania nazista nel 1940, siccome il consiglio del Teatro Nazionale non rispettava le indicazioni del governo nazista, Bødtker, insieme ai membri del consiglio Harald Grieg e Francis Bull, venne arrestato nel 1941 e venne deportato in un campo di concentramento dall'agosto 1941 al luglio 1944.